# Márton-napi népszokások
Szent Márton ünnepnapjához, november 11-hez számos népszokás, néphit kapcsolódik Magyarországon.
A Márton-napi népszokások egyrészt az év végéhez, a mezőgazdasági munkák befejeződéséhez, illetve az advent közeledtéhez kötődnek, másrészt ahhoz a legendához, amely szerint Szent Márton egy libaólban próbált elrejtőzni, amikor püspökké akarták megválasztani, de a ludak elárulták gágogásukkal.

## Eredete
A római időkben november 11. a téli évnegyed kezdő napja volt, ekkor az új termésből és az újborból tartottak nagy lakomát. Általában ludat, vagyis a hadisten, Mars szent madarát fogyasztották, ami latinul „avis Martis” (Mars isten madara). Ebből lett népies szófejtéssel „Márton madara”.
Szent Mártont már a honfoglalás előtt tisztelték Pannóniában. A hagyomány szerint Márton álmában segítette Szent Istvánt és az országot, ezért Szűz Mária után Tours-i Szent Márton lett Magyarország patrónusa.

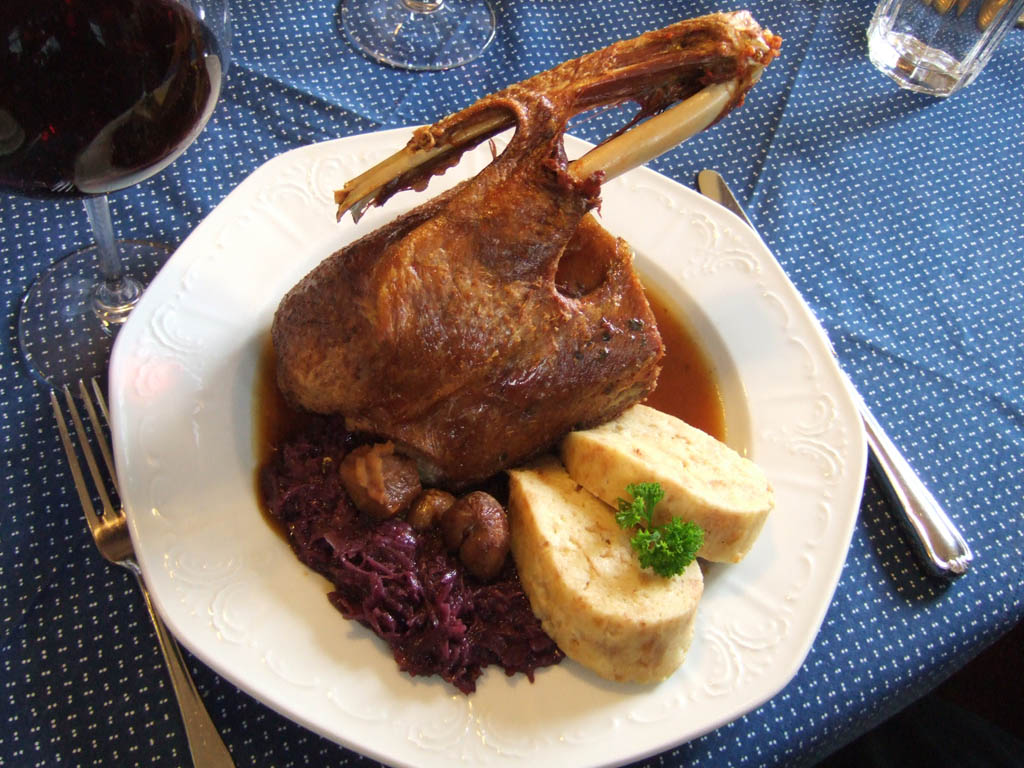
Márton-napi sült lúd

## Márton-napi lakoma
Márton napja a karácsony előtti 40 napos böjt előtti utolsó ünnepnap, ezért ezen a napon rendszeresek voltak a lakomák, bálok, vásárok. Ilyenkor nagy evés-ivást rendeztek, hogy a következő évben is bőven legyen mit fogyasztani. A lakmározásnak kedvezett az is, hogy a hagyomány szerint ilyenkor nem volt szabad takarítani, mosni, teregetni, mert ez a jószág pusztulását okozta. Novemberben már le lehet vágni a libát, ezért a Márton-napi ételek jellemzően libafogások, így például libaleves, libasült párolt káposztával és zsemle- vagy burgonyagombóccal, mert a mondás szerint: „Aki Márton napon libát nem eszik, egész éven át éhezik”. Szokás volt, hogy a liba húsából, különösen a hátsó részéből, küldenek a papnak is, innen ered a „püspökfalat” kifejezés.
A Márton-napi lúdvacsora után „Márton poharával”, vagyis a novemberre éppen kiforrott újborral szokás koccintani. Úgy tartották, a minél több ivással egyre több erőt és egészséget töltenek magukba. A bor és a liba néha össze is kapcsolódott, német nyelvterületen a 12. században a Márton-napi ludat „szüreti vagy préslibának” is nevezték.

## Márton-napi időjóslás
A sült liba mellcsontjából az időjárásra jósoltak: ha a csont barna és rövid, akkor sáros lesz a tél, ha viszont hosszú és fehér, akkor havas. Az aznapi időjárásnak viszont az ellenkezője várható: „Ha Márton fehér lovon jön, enyhe tél, ha barnán, kemény tél várható.” Másik megfogalmazásban: „Márton napján, ha a lúd jégen jár, akkor karácsonykor vízben poroszkál.” Sokfelé úgy vélik, hogy az aznapi idő a márciusi időt mutatja. A néphit szerint a Márton-napi eső utána rendszerint fagy, majd szárazság következik. Az őszi időjárás a bor minőségére is hatással van: „A bornak szent Márton a bírája”, amit lehet úgy is érteni, hogy ilyenkor már iható az újbor.

## Márton-napi ajándékozás

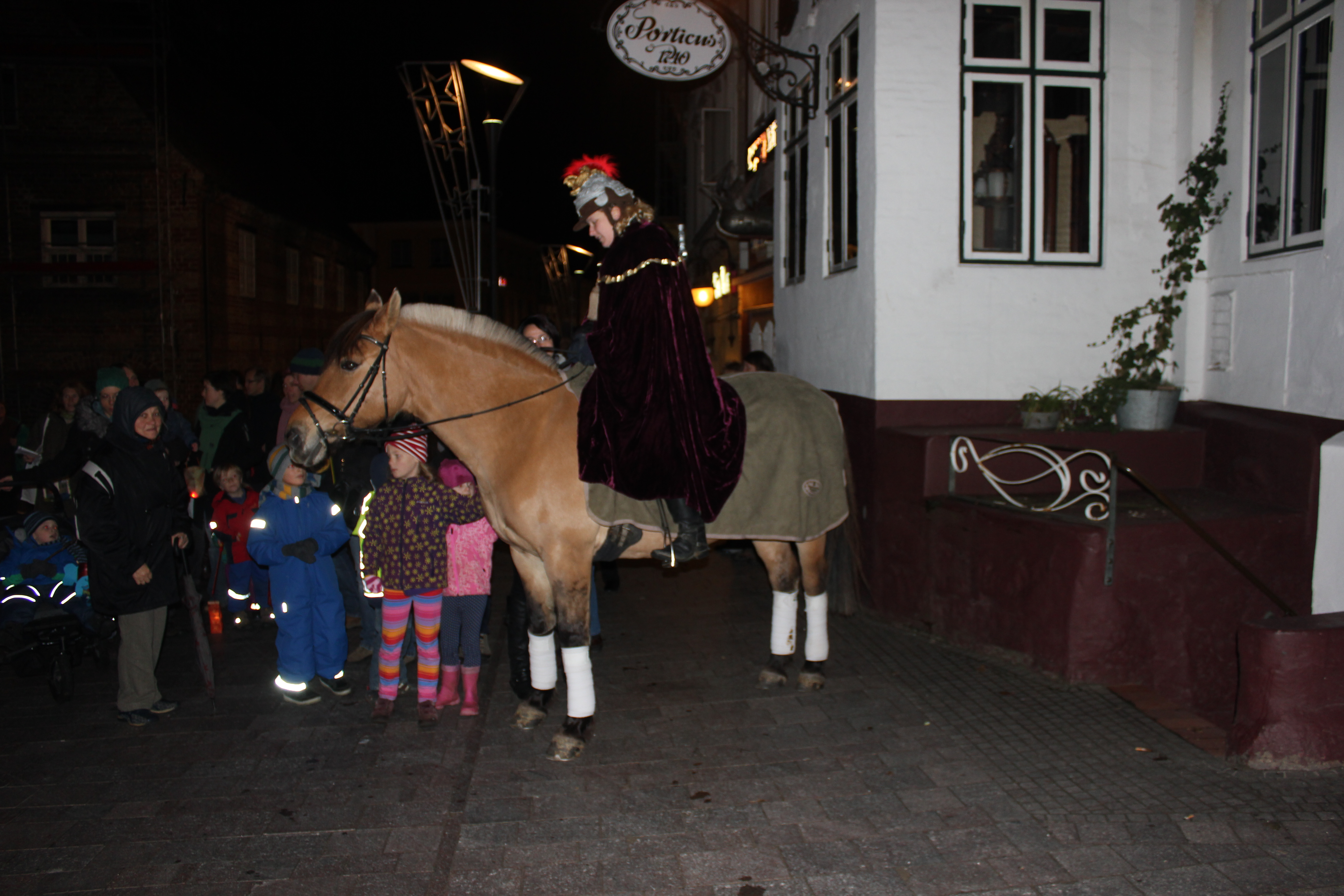
Márton-napi felvonulás

A 14. századi krónikákban Szent Márton napja határnapként szerepelt, ez volt a tisztújítás, a fizetés, a jobbágytartozás lerovásának napja. A Márton-napi járandóság szerepelt a papok, a tanítók és a pásztorok javadalmai között. A korábbi kötelezettségeket később elfelejtették, vagy ajándékozássá alakultak át.
Márton-napon fizette meg a gazda a pásztoroknak az ún. bélesadót vagy rétespénzt, míg a pásztorok többágú vesszőt (Szent Márton vesszejét) ajándékoztak a gazdáknak. Úgy tartották, ahány ága van, annyit fial a disznó. Tavasszal ezzel a vesszővel hajtották ki az állatokat. A Dunántúlon az volt a szokás, hogy Szent Márton napjának estéjén a pásztorok végigjárták a házakat, köszöntőt mondtak és dús lombú nyírfavesszőt tartottak a kezükben, melyből a gazdának is adtak.
Jó estét kívánok! Elhoztuk Szent Márton püspök vesszeit. Se mink nem kezdtek, se mink nem végezzek. Úgy szaporodjanak a sertések, mint ennek ahány ága boga van!
Adjon Isten szerencsés jó estét! Megjött Szent Márton püspök szolgája. Adjon Isten bort, búzát, bikessiget, lölkünknek üdvössiget!

## Márton-napi felvonulás
Német nyelvterületről terjedt el a fáklyás felvonulás (Martinsumzug), amely Szent Márton emlékét őrzi, és a jó cselekedeteket szimbolizáló fényt juttatja el az emberekhez.
Magyarországon általában német nemzetiségű települések, iskolák, óvodák és egyházközösségek szervezésében a gyerekek, kisgyerekes családok járják az utcákat maguk készített lámpásokkal és közben Márton-napi dalokat énekelnek. Ha megoldható, a vonulókat római katonák piros köntösébe öltözött lovagló Szent Márton vezeti. A megemlékezés központi helyszínére érve a gyerekek rövid műsort adnak elő, melyben eljátsszák Szent Márton és a koldus történetét. A megemlékezés a Márton-napi tűz meggyújtásával, liba (vagy ember) formájú sütemény és meleg italok fogyasztásával végződik.